# Брюкнер, Карел
Ка́рел Брю́кнер (чеш. Karel Brückner, род. 13 ноября 1939, Оломоуц) — чешский футболист и футбольный тренер. С лета 2008 года по март 2009 занимал должность главного тренера сборной Австрии по футболу.

## Карьера
Во время своей карьеры как игрок Брюкнер играл за «Сигму» Оломоуц и «Баник» Острава. Затем он тренировал «Баник» и юношескую команду Чехии. Став главным тренером основной чешской сборной после её провала в квалификации к ЧМ 2002 под руководством Йозефа Хованца, Брюкнер не пропустил со своей сборной ни одного крупного международного турнира и вывел её на второе место в рейтинге ФИФА. Впервые за шестнадцать лет Чехия в 2006 приняла участие в Чемпионате мира. Несмотря на неожиданный невыход из группы, договор Брюкнера был продлён на два года.
Во время отбора к чемпионату Европы, который принимали Австрия и Швейцария, чехи были определены в группу D, где их соперниками стали сборные Германии, Ирландии, Кипра, Уэльса, Словакии и Сан-Марино. Несмотря на критику и слухи о скорой отставке главного тренера, Чехия под руководством Брюкнера сумела занять первое место в группе, опередив действующих бронзовых призёров чемпионата мира — немцев. Однако выступления на самом чемпионате вновь оказались неудачными. В решающем матче чехи уступили сборной Турции со счетом 2:3 и не смогли преодолеть групповой этап.
21 марта 2008 года, ещё до начала чемпионата Европы, Карел Брюкнер объявил о своем намерении покинуть пост тренера сборной Чехии после окончания турнира. В июле 2008 года он возглавил сборную Австрии. Но уже в марте 2009 года Брюкнер из-за проблем со здоровьем был вынужден завершить тренерскую карьеру. Под его руководством сборная Австрии в официальных матчах добыла 1 победу, потерпела 2 поражения и однажды сыграла вничью.
Отличительным знаком Брюкнера является его причёска, из-за чего в Чехии его называют Клекипетра по фигуре индейского вождя в одном из романов Карла Мая.